# 기무라 고자에몬

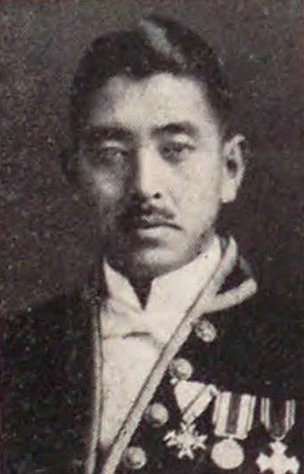
기무라 고자에몬

기무라 고자에몬(일본어: 木村 小左衛門 키무라 코자에몬[*], 1888년 2월 2일 ~ 1952년 2월 28일) 은 일본의 기업가이자 정치인이다. 전쟁 전에는 헌정회 (憲政会), 입헌민정당 (立憲民政党) 소속이었으며, 전후에는 일본 진보당, 국민민주당, 개진당에 소속하였다.
고자에몬은 1888년, 시마네현에서 태어나, 와세다 대학을 나왔다. 군 (郡) 회의원, 군 (郡) 회의장을 거쳐 1924년, 제15회 중의원 총선거에 헌정회 공인으로 첫 당선되어, 이후 통산 총선거에서 8번 당선되었다. 와카쓰키 레이지로의 측근으로서, 헌정회와 민정당 소속 시절에는 내상 (内相) 비서관, 수상 비서관을 지냈고, 그 후에도 장상 (蔵相) 비서관, 척무(拓務) 참여관 등을 지냈다. 전후 제1차 요시다 시게루 내각에서 농림대신 (지금의 농림수산대신), 가탸아마 내각에서 일본의 마지막 내무대신 (1947년 6월 1일 ~ 12월 31일), 제3차 요시다 내각에서 지방 재정 위원회 위원장, 지방자치청 장관, 초대 건설원 총재 (뒤에 건설대신, 1948년 1월 1일 ~ 3월 10일)를 맡았다.
전후 진보당과 민주당에 소속해 있었을 때는 전쟁 전의 민정당의 흐름을 계승하는 정당이라고 평가해 이누카이 다케루 (犬養健) 가 민주당 총재가 되는 것을 반대한 것으로 알려져 있으며, 민주당이 분열될 때에 일단 연립파에 속했으나, 민주자유당과의 합동에는 참여하지 않고 민주당 야당파와 국민협동당과 함께 국민민주당의 결성에 참여하였다. 마지막 소속당이었던 개진당이 결성된 것은 1952년, 그가 64세의 나이로 사망하기 20일전이었다.

## 같이 보기
- 와카쓰키 레이지로